# Rybky
Rybky es un municipio del distrito de Senica en la región de Trnava, Eslovaquia, con una población estimada a final del año 2024 de 420 habitantes.
Se encuentra ubicado al norte de la región, en los pequeños Cárpatos y cerca del río Váh (cuenca hidrográfica del Danubio) y de la frontera con la República Checa.

## Demografía
| Año        | 1994 | 2004     | 2014    | 2024    |
| ---------- | ---- | -------- | ------- | ------- |
| Población  | 395  | 441      | 456     | 420     |
| Diferencia |      | +11,64 % | +3,40 % | −7,89 % |

| Año        | 2023 | 2024    |
| ---------- | ---- | ------- |
| Población  | 417  | 420     |
| Diferencia |      | +0,71 % |